# Мелик-Адамян, Арташес Александрович
Арташес Александрович Мелик-Адамян (1889, Шулаверы, Тифлисская губерния — 1949, Ереван) — армянский терапевт, доктор медицинских наук, профессор.

## Биография
В 1911 году окончил медицинский факультет Императорского Харьковского университета и сначала работал в клинике факультетской терапии.
С 1920 по 1925 гг. работал в клинике госпитальной терапии Ереванского медицинского института; с 1925 года заведовал в институте кафедрой внутренних болезней, в 1937 году был ректором института.

## Научная деятельность
Изучал вопросы курортологии, виноградолечения, диагностики инфаркта миокарда, ревматизма, внутренних болезней.

### Избранные труды[2]
- Бальнео-климатический курорт, Джермук / Ред.: А. А. Мелик-Адамян. — Ереван, 1948.
- Мелик-Адамян А. А. Клинико-электрокардиографическая диагностика различных стадий поражения сердца при хронических неспецифических заболеваниях лёгких: Автореф. дис. … канд. мед. наук. — Ереван, 1956. — 21 с. — 200 экз.

## Награды
- Орден Трудового Красного Знамени
- Заслуженный деятель науки Армянской ССР

## Память
Именем А. А. Мелик-Адамяна названа клиника госпитальной терапии Ереванского медицинского института и одна из центральных улиц города Еревана.